# Jacob Langebek
Jacob Langebek (født 23. januar 1710, død 16. august 1775) var dansk gehejmearkivar og historiker.

## Opvækst og ungdom

### Familieforhold
Jacob Langebek tilhørte en gammel præsteslægt, hvis tilnavn kom fra Langebæk præstegård i Kalvehave Sogn. Stamfaderen, Jacob Andersen, tog magistergraden i Wittenberg i 1584, og dennes søn og efterfølger, Anders Jacobsen Langebek, tog tilnavnet. Han var konrektor ved Vor Frue Skole i København og rektor for Slagelse Latinskole, før han i 1630 efterfulgte faderen i embedet, som han blev i indtil sin død i 1645.
Jacob Langebek blev født i Skjoldborg i Thy, hvor hans fader, Frederik Langebek (død 1727), var præst. Moderen hed Else, født Skytte (død 1726). En måned før sin død var faderen indtrådt i nyt ægteskab, med Sabine Marie Stoltzig, der siden ægtede eftermanden i kaldet, hr. Oluf Kamp.

### Historisk interesse
Indtil sit 16. år undervistes Langebek hjemme, men allerede da var hans sans blevet åbnet for minderne fra fortiden, eller en ham medfødt lyst til at granske fædrenes spor var kommet til gennembrud. Gamle kirker med deres ligstene og mindesmærker, slotte og herregårde, gamle voldsteder, kæmpehøje og stendysser, sagn og saga, Saxo og Arild Huitfeldt, kort sagt alt, hvad der smagte af oldtiden, fængslede hans opmærksomhed i en overordentlig grad. I Nykøbing Mors skole, som han derefter besøgte i tre år, havde han den lykke at nyde undervisning af en rektor (magister Vilhelm Rogert), der af samtidige skildres som en i henseende til både lærdom, karakter og dygtighed udmærket lærer.

### Universitetstiden
Da Langebek i juli 1728 afgik til Københavns Universitet, var han derfor vel funderet i de kundskaber, skolen havde ydet ham adgang til, særlig i det latinske sprog, men han var meget fattig og så godt som forældreløs. Kun ved den største nøjsomhed og flid kunne han vente at komme frem i verden. Men ingen af disse egenskaber manglede han, og dertil besad han en overordentlig arbejdskraft, en klar forstand, en stærk hukommelse, en brav karakter og et gudfrygtigt sind.
Formodentlig har Langebek, da Københavns brand i efteråret 1728 forstyrrede alle ting, for en tid måtte forlade København for andetsteds at søge sit livsophold ved undervisning. I alt fald fik han først 1731 Anden Eksamen, men allerede 1. april 1732 tog han teologisk attestats. Skønt han fremdeles med møje måtte erhverve sit underhold og skaffe sig midler til at købe bøger, der næsten var ham uundværligere end brød, så kunne han nu mere frit hengive sig til studiet af fædrelandets historie og oldsager, der havde hele hans kærlighed. Under benyttelse af de få da tilgængelige hjælpemidler lagde han sig med flid efter det oldnordiske sprog, vejledet af en islandsk student. Senere erhvervede han også god færdighed i flere nyere sprog, som skolen ikke dengang gav vejledning i, særlig i engelsk og tysk ligesom også i oldengelsk og andre sprog, der kunne tjene til fremme for hans historiske studier.

### Frederik Rostgaard
Den forbindelse med den bogelskende etatsråd Frederik Rostgaard, som Langebek tidlig kom i, vistnok gennem sin trofaste ungdomsven Oluf Bruun, huslærer hos Rostgaards datter, enkefru Conradine Sophie v. d. Maase, som Bruun siden ægtede til hendes forældres største harme, blev betydningsfuld for Langebek, idet den blev middel for ham både til at udvide sine kundskaber og til at komme ind i større forhold end dem, der ellers var tilgængelige for en fattig ung mand. Vel benyttede Rostgaard, der boede på Krogerup ved Helsingør, Langebek som en art kommissionær i København til at besørge mangt og meget, der synes mindre passende hverv for en ung videnskabsdyrker, men den lærde og ansete mands tillid og fortrolighed lønnede dog Langebek for hans møje, og de jævnlige ophold på det smukke Krogerup har uden tvivl været oplivende og lærerige for ham. Særlig måtte Rostgaards store manuskriptsamling, der siden kom i Københavns Universitetsbiblioteks eje, og over hvilken vi endnu har en af Langebek forfattet katalog, have været oplysende og tiltrækkende for denne. Når Rostgaard senere tog Langebek til medarbejder ved den store danske ordbog, han syslede med, da var pengelønnen, Langebek nød, vel ikke stor i forhold til det overordentlig besværlige arbejde, men det grundige kendskab, han derved erhvervede til det danske sprogs ordforråd og former, har dog sikkert bidraget til, at han kom til at skrive modersmålet så rent og smukt som kun få i hans samtid.

### Hans Gram
Af endnu større betydning for Langebek var det, at han 1735 kom i nærmere forhold til den grundlærde professor, kongelig bibliotekar og gehejmearkivar Hans Gram. Langebek havde nemlig forfattet en dansk oversættelse af Kristni-Saga, som han i håndskrift tilegnede Gram, idet han tillidsfuldt og udførlig fortalte ham om sin tidlig begyndte og stadig fortsatte syslen med fædrelandets minder og oldsager og om sine litterære fremtidsplaner. Gram fattede straks velvilje for den unge videnskabsdyrker, skaffede ham en plads som amanuensis ved Det Kongelige Bibliotek og optog ham senere (1739) i sit hus.
I biblioteket og i omgangen med Gram, hvis fortrinlige bogsamling fra nu af stod ham åben, var der meget at lære for Langebek, der ikke forsømte nogen lejlighed til at forøge sine kundskaber, og 1737 åbnede han sin offentlige litterære virksomhed, da han i forening med Ludvig Harboe begyndte at udgive Dänische Bibliothek, der indeholder historiske afhandlinger, aktstykker, meddelelser om udkomne Skrifter o.l. Men da der, efter at tre stykker eller bind var udkommet af det nævnte skrift, indtrådte en standsning deri (1739), tænkte Langebek på at udgive en samling Monumenta Danica, der skulle indeholde alle hånde ældre og nyere bidrag til fædrelandets almindelige og specielle historie. Vi har endnu Langebeks udførlige, latinske prospectus (af 1740) til dette samlerværk (Suhms Nye Samlinger IV, 2, s.62ff.), som dog aldrig kom for dagen, men hvori vi se de planer dæmre, som siden kom til udførelse i Danske Magazin og i Scriptores rerum Danicarum. I de følgende år var Langebek stærkt optagen af arbejdet på den danske ordbog, men da det syntes næsten uendeligt og berøvede ham tiden til andre studier, mens det materielle udbytte for ham kun var ringe, måtte han til sidst standse dermed. Hans flittige og omhyggelige forarbejder fandt dog siden god anvendelse ved udgivelsen af Videnskabernes Selskabs Ordbog.

## Det kongelige danske Selskab for Fædrelandets Historie

### Stiftelsen
Et talende vidnesbyrd om Langebeks store kærlighed til arven fra fædrene var hans stiftelse af Det kongelige danske Selskab for Fædrelandets Historie. En kreds af yngre mænd forenede sig nemlig efter hans tilskyndelse og under hans forsæde 8. januar 1745 med det formål at samle bøger, håndskrifter, dokumenter, portrætter, kort, mønter og, hvad andet der kunne fremme kundskaben om fædrelandets fortid, og at udgive en samling af historiske kilder, særlig sådanne, som var affattede på modersmålet, ledsagede af de fornødne indledninger og oplysninger. Langebek var ikke blot leder af foretagendet, men også den, på hvem arbejdet i alt væsentligt kom til at hvile. Men han havde både lyst og evne, og Danske Magazin, der blev navnet på selskabets tidsskrift, er et udmærket vidnesbyrd om hans historiske indsigt og grundighed.
Selskabets virksomhed hilstes med almindeligt bifald, og det fik i løbet af få år samlet meget værdifuldt historisk materiale (se Det kongl. danske Selskabs Begyndelse og Tilvæxt i de tre første Aar, 1748). Navnlig viste Gram sig som selskabets velynder, ikke mindst ved den frie adgang, han gav Langebek til at benytte de rige kilder, som gehejmearkivet gemte. Kort sagt, alt så lovende ud, og Christian 6. tog 7. januar 1746 selskabet under sin beskyttelse og gav det tilladelse til i sit navn at antyde dette.

### Stridigheder
Samtidig trak imidlertid en mørk sky op over Langebek og hans selskab. Han havde nemlig i det 1. bind af Danske Magazin af og til rettet en og anden fejl i hofpræst Erik Pontoppidans nys udkomne danske kirkehistorie, Annales ecclesia Danicæ. Særlig havde han et sted, uden just udtrykkelig at nævne værket, udtalt en meget streng kritik over dets mangel på nøjagtighed i specialundersøgelserne. Dette tog Pontoppidan sig meget nær og skrev et i Oluf Bangs Samling af adskillige nyttige og opbyggelige Materier trykt, anonymt "Brev angaaende den Dristighed, med hvilken A. Huitfeldt og andre Historieskrivere korrigeres af det Danske Mag.s Forfattere". Herimod udgav Langebek på selskabets vegne nogle Selskabets Anmerkninger over et Brev, som nyeligen er udgivet imod det Danske Magazin, der i en temmelig overlegen tone, men med en knusende virkning, imødegik Pontoppidans brev.
I sin vånde tog denne nu sin tilflugt til kongen ved en klage, hvori han fremstillede sig som groft krænket på sin ære og bad om oprejsning. Langebek fra sin side indgav også et andragende til kongen, hvori han til satisfaktion for sig og selskabet ansøgte om plads ved Københavns Universitet som professor i fædrelandets sprog og historie, dog uden forpligtelse til at holde forelæsninger, mod at han, "foruden Danske Magazin, aarlig udgav et eller andet dansk Skrift til Ære for Landets Sprog og Historie". En sådan begæring af Langebek i samme øjeblik, der var indkommet en alvorlig klage over hans færd, fandt kongen dog "meget impertinent" af ham og bød, at han skulle indkaldes for konsistorium og gøre Pontoppidan afbigt. Begges fejdeskrifter skulle undertrykkes.
Langebek måtte bøje sig, men den offentlige mening gav ham ret, og da Christian 6. altid var mest tilbøjelig til at vise nåde, når han først tilstrækkelig havde tilkendegivet sin misfornøjelse, så fik sagen ingen ubehagelige følger for nogen af parterne. Til begges ære kan det siges, at de siden blev forligt og viste hinanden alt sømmeligt hensyn. Som selskabets ordfører har Langebek i skriftet Videnskabers Tab i Kong Christian VI's Død (1746) givet den afdøde konge et smukt eftermæle, da det rolige og stille væsen, som var herskende under ham, efter Langebeks mening var særlig gunstigt for videnskabernes fremme.

### Videnskaberne Selskab
Efter at Frederik 5. havde besteget tronen, fik det danske selskab prædikat af "kongeligt", og Langebek udtalte på dets vegne i Videnskabers Haab under Kong Frederik V (1747) de bedste forventninger om fremtiden. For ham selv, der endnu gik som "studiosus", blev da også særlig de første år af denne konges regeringstid betydningsfulde. Da Gram døde 1748, blev Langebek nemlig efter et af Gram tidligere ytret ønske udnævnt til hans eftermand som gehejmearkivar, hvorved han kom på en plads, der ret egnede sig for ham, ligesom han snart efter blev medlem af Videnskabernes Selskab. I en Jubeltale i anledning af den oldenborgske kongeslægts jubelfest 1749 skildrede Langebek som tolk for det danske selskab stamfaderens, Christian 1.s, historie. Danske Magazin fortsatte han til 1752; i alt foreligger der seks bind fra
hans hånd, der har beholdt deres værd som en umistelig kilde til Danmarks historie. Men dermed standsede også for lange Tider selskabets virksomhed, til dels fordi andre litterære planer optog udgiveren.

## Skriftlig virksomhed

### Dansk-norsk diplomatarium
Gram havde allerede gjort ikke ubetydelige samlinger til et dansk-norsk diplomatarium. Denne plan tog Langebek nu op med overordentlig iver og afskrev eller lod afskrive en stor mængde breve og aktstykker, især fra middelalderen, og da det var ham klart, at skulle et sådant værk blive nogenlunde fuldstændigt, måtte nabolandenes arkiver og biblioteker afsøges, så opnåede han, støttet af den ham altid gunstige kancellipræsident, grev Johan Ludvig Holstein, statsunderstøttelse til en rejse til Sverige og Østersølandene 1753-1754.
Langebek, der imidlertid havde fået titel af justitsråd, gjorde en rig høst på sin rejse, og stiftede værdifulde bekendtskaber. I Stockholm blev han medlem af det Kungliga Vetenskapsakademien. Som ledsagere på rejsen havde han arkivtegneren Søren Abildgaard og svenskeren N.R. Brocman, der blev ham særdeles hengiven og både da og senere ydede ham udmærket hjælp.
Efter sin hjemkomst indtrådte Langebek 18. maj 1755 i ægteskab med Helene Marie Pauli (1731 – 1766), der bragte ham så meget, at han kunne købe sig en gård til beboelse.Imidlertid søgte han at ordne og bearbejde det historiske stof, han var kommet i besiddelse af. Særlig pris satte han på den såkaldte Kong Valdemars Jordebog, til hvis oplysning han fordybede sig i middelalderens topografi og med stort arbejde udkastede kort over Danmark i Valdemarstiden. Af disse blev nogle stukket i kobber, men det lykkedes ham dog ikke at få værket udgivet. Således gik det også med meget andet, han arbejdede på.
Diplomatariet, som havde kostet ham så uhyre møje, kom ikke ud – selv kunne han ikke afholde de store udgifter, og statsmidler var vanskelige at opnå, skønt grev Otto Thott, der 1763 var blevet J.L. Holsteins efterfølger i kancellipræsidiet, nærede stor interesse for foretagendet. Desuden stillede Langebek så store fordringer til fuldstændighed, at han havde svært ved at afslutte. I anledning af mindedagen for enevældens indførelse havde han forfattet en suverænitetshistorie, samlet et stort apparat af oplysende bidrag og fået udarbejdet et tilhørende stort kobberstik, men sidste hånd blev ikke lagt derpå. Udkast til Souverainitets-Historien blev senere udgivet af J.H. Bang i programmerne fra Sorø Akademis Skole 1881-1884. En del af de tilhørende aktstykker er ad andre veje kommet for lyset.

### Norske Bjergværker
Af Langebeks historie om de norske bjergværker, hvortil han havde samlet med utrolig energi, fremkom kun første stykke, der nærmest var indledning, i Videnskabernes Selskabs Skrifter, men resten fremkom aldrig. Hans store samlinger til dansk mønthistorie kom ikke for lyset, lige så lidt som et sigil- og monumentværk, hvorpå han havde ofret meget. Til dette mindre heldige resultat af en opofrende og anstrængt videnskabelig stræben bidrog dels nogen ubestandighed hos Langebek i fastholdelsen af en gang fattede planer, dels hans store beredvillighed til at hjælpe andre med tilsidesættelse af egne formål, dels et skrøbeligt helbred, som Langebek en stor del af sin tid måtte kæmpe med, og endelig mangel på de tilstrækkelige midler. Dertil kom endnu, at et nyt, stort, patriotisk foretagende i hans senere år trængte sig i forgrunden og optog hans tanker og arbejdskraft.

### Trykkefrihedstiden
1770 blev Langebek etatsråd. Den følgende Struenseeske periode var meget nedtrykkende for ham, skønt den ikke direkte berørte ham selv. Han havde under Trykkefrihedstiden udgivet tre anonyme smædevers mod Struensee: Nye Prøve af Skrive-Frihed, Tanker over Jule-Aftens Feyde 1771 og Frimodige tanker over Den saa uventede som store Hevnens Dag, den 17de Januarii 1772. Sine følelser for fædrelandets nød og jubelen over dets befrielse for Struensees styre 17. januar 1772) gav han et udtryk i genudgivelsen af disse tre digter under titlen Trende Skalde-Digte til Oplysning i vore Tiders Historie, der dog langt mere er bidrag til tidshistorien end poesi. Digteren Johan Herman Wessel skrev selv flere skæmtevers der gjorde grin med Langebeks produktioner.

### Scriptores rerum Danicarum
Den anden virkning af den nationale befrielse var, at Langebek fik mod til at begynde udgivelsen af sin store samling af kilder til Danmarks historie i middelalderen, som han året forud havde bebudet på tryk i Intimatio de collectione Latina Scriptorum rerum Danicarum medii ævi. For at fjerne Langebeks betænkeligheder ved de store omkostninger, et værk som det påtænkte ville kræve, tilbød Peter Friderich Suhm, hvem dets fremkomst særlig lå på hjerte, at afholde udgifterne derved, et tilbud, som Langebek vel modtog, men ikke kom til at gøre brug af. 1772 udkom første foliobind af Scriptores rerum Danicarum medii ævi, der modtoges med bifald af alle kyndige. Ved overrækkelsen til kongen af bindet modtog Langebek guldmedaljen Pro Meritis, ligesom det göttingske historiske institut optog ham som medlem.
Værket skred rask frem (2. bind udkom 1773, 3. bind 1774), da Langebek ved sit nye ægteskab 24. februar 1773 med Marie, født Wulff, enke efter klokker ved Vor Frue Kirke Niels Glud, havde fået rigeligere midler til sin rådighed. Alt tegnede således til, at nu skulle frugten høstes af et overordentlig flittigt, til den historiske videnskab indviet Liv. Men så var timeglasset udrundet. Efter kort sygdom døde Langebek 16. august 1775, 65 år gammel. Han var langtfra nået halvvejs til ende med udgivelsen af det meget, han havde haft under hænder, men hvad han havde udrettet, sikrede ham dog et uudsletteligt minde i hans landsmænds erindring.

## Langebeks betydning for andre lærde og hans eftermæle
Langebeks litterære fortjenester er nemlig ikke udtømte med de skrifter, der udkom under hans eget navn. Mange fremmede arbejder skylder hans velvillige hjælpsomhed overordentlig meget. Den restituerede udgave af Ole Worms Epistolæ (1751) havde næppe set lyset uden hans bistand. Han sørgede for, at Christian 4.s historie, som først Niels Pedersen Slange og siden Hans Gram var døde fra, endelig udkom i 1749. Hans de Hofmans Fundationer har han givet mange bidrag til, ligeledes til Danske Atlas, hvis sidste dele (fra 4. bind af) vistnok skylder Langebek deres bedste indhold. Jens Worms  Forsøg til et Lexicon over danske, norske og islandske lærde Mænd har han gennemgåe og forøget betydelig, A.N. Ryges Peder Oxe er for en del hans værk og Erich Pontoppidans Kjøbenhavns Beskrivelse har ham meget at takke for. Hvad der i Videnskabernes Selskabs historiske almanakker nu har værd, skriver sig så at sige altsammen fra Langebek, og således går det med flere skrifter, som ikke her kunne nævnes, ikke at tale om, hvad bistand han har ydet fremmede historieskrivere som Sven Lagerbring og Ludwig Albrecht Gebhardi.
Ved Langebeks død fik hans store samlinger – heriblandt utallige notitser skrevne på små papirslapper – ikke just den omhyggeligste medfart. Den største del, særlig det håndskrevne diplomatarium, gemmes i Rigsarkivet, en del findes i Det Kongelige Bibliotek, en del er landet i Oslo. Men der er også det, som Langebek vides at have arbejdet på, der nu synes tabt. Langebek efterlod en ypperlig bogsamling, særlig godt forsynet med svensk litteratur. To børn af 1. ægteskab overlevede faderen og bragte slægten videre.
Grundtrækkene i Langebeks karakter var retsind og tjenstvillighed. I hans breve, der alle er i en smuk, klar og rolig, om end noget ensformig, stil, fremtræder hans personlighed tydelig for læseren og efterlader billedet af en varm fædrelandsven, et elskværdigt, fordringsløst og trofast menneske. Kan der end i hans yngre år, da han måtte kæmpe sig frem under vanskelige kår, påvises træk af en selvhævdelse, der måske kan have noget stødende ved sig, så tabte dette sig dog senere, da han for alle veltænkendes bevidsthed stod som den uendelig flittige, kundskabsrige og hjælpsomme videnskabsmand, der ikke misundte nogen, men ville alle vel, som med ham ville arbejde på formål, der kunne tjene til ære for fædrelandet. Hædersmænd som Henrik Hielmstierne, Peter Friderich Suhm, Bolle Willum Luxdorph – for ikke at nævne andre – var hans hengivne venner.
De to førstnævnte lod efter hans død slå en skuepenge til hans ære. Suhm fortsatte udgaven af Scriptores rerum Danicarum ved hjælp af de af Langebek efterladte materialer. I fortalen til 4. bind, hvoraf den allerstørste del var færdigtrykt inden Langebeks død, har Suhm med sympati og varme skildret hans levned. Bl.a. har han bevaret det lille træk, at Langebek, som måtte gennemlæse så overordentlig meget, dog daglig tog tid til læsning i sin Bibel. For øvrigt er det Suhms dom om ham, at ingen – end ikke Gram – nogensinde havde overgået ham i kundskab til Danmarks fortid.